# Etta Banda
Etta Banda, née en 1949, est une femme politique malawite.
Elle est la ministre des Affaires étrangères du Malawi de 2009 à 2011.